# Evan Parker
Evan Shaw Parker (Bristol, 5 de abril de 1944), é um influente saxofonista alto de jazz, britânico nascido na Inglaterra, de estilo free jazz.

## Biografia
Evan Parker nasceu no dia 5 de abril de 1944 em Bristol, Inglaterra. Entre os saxofonistas mais inovadores e intrigantes da Europa, os solos e o estilo de tocar de  Parker são reconhecidos pelo uso criativo da sua respiração e do manejo com os dedos.
Parker pode gerar estouros furiosos, guinchos, berros, buzinas, espiralando linhas e frases em seu trabalho de solar seu saxofone. Ele é um dos poucos músicos que fica ansioso em demonstrar sua afinidade com a última fase de John Coltrane. Parker trabalhou com um quarteto alinhado com Coltrane, em Birmingham no começo dos anos 60.
Ao mudar para Londres em 1965, Parker começou a tocar com o "Spontaneous Music Ensemble", se unindo ao grupo em 1967 e permanecendo até 1969. Parker conheceu o guitarrista Derek Bailey enquanto tocava no grupo, e o duo formou a "Music Improvisation Company" em 1968. Parker tocou com eles até 1971 e então começou a trabalhar com o Tony Oxley Sextet.
Parker começou atuando extensivamente com outros grupos europeus de free jazz nos anos 70, notadamente a "Globe Unity Orchestra". Parker, Beiley e Oxley formaram a Incus Records nos anos 70 e continuaram trabalhando e gravando também durante os anos 80.
Parker tocou com a "Brotherhood of Breath" de Chris McGregor, outros grupos com Bailey, e sessões de dueto com John Stevens e Paul Lytton, como também dando vários concertos. Os álbuns de Parker como líder e as suas colaborações estão em vários selos europeus.

## Discografia

### Como líder
- The Topography of the Lungs (Incus, 1970)
- At the Unity Theatre com Paul Lytton (Incus, 1975)
- Saxophone Solos (Incus, 1976)
- Monoceros (Incus, 1978)
- Six of One (Incus, 1980)
- Incision com Barry Guy (FMP, 1980)
- Tracks (Incus, 1983)
- Hook, Drift & Shuffle (Incus, 1985)
- The Snake Decides (Incus, 1986)
- Atlanta (Impetus, 1990)
- Process and Reality (FMP, 1991)
- Conic Sections (AhUm, 1993)
- Synergenics - Phonomanie III (Leo, 1993)
- Imaginary Values com Barry Guy e Paul Lytton (Maya, 1994)
- 50th Birthday Concert (FMP, 1994)
- Obliquities with Barry Guy (Maya, 1995)
- Breaths and Heartbeats com Barry Guy e Paul Lytton (Rastacan, 1995)
- Chicago Solo (Okka Disc, 1995)
- At the Vortex com Barry Guy e Paul Lytton (Emanem, 1996)
- Toward the Margins (ECM, 1996)
- Drawn Inward (ECM, 1999)
- Lines Burnt in Light (Psi, 2001)
- Memory/Vision (ECM, 2002)
- Set (Psi, 2003)
- The Eleventh Hour (ECM, 2004)
- Boustrophedon (ECM, 2004)
- Crossing the River (Psi, 2005)
- Time Lapse (Tzadik, 2006)
- The Moment's Energy (ECM, 2007)
- Whitstable Solo (Psi, 2008)
- House Full of Floors (Tzadik, 2009)

### Como colaborador
Com Derek Bailey
- The London Concert (Incus, 1976)
- Compatibles (Incus, 1986)

Com Han Bennink
- The Grass is Greener (Psi, 2000)

Com Borah Bergman
- The Fire Tale (Soul Note, 1994)

Com Paul Bley
- Time Will Tell (ECM, 1994)
- Sankt Gerold (ECM, 2000)

Com Anthony Braxton
- Ensemble (Victoriaville) 1988 (Victo, 1988 [1992])
- Duo (London) 1993 (Leo, 1993)
- Trio (London) 1993 (Leo, 1993)

Com Peter Brötzmann
- Machine Gun (FMP, 1968)
- Nipples (Calig, 1969)

Com Gavin Bryars
- After the Requiem (ECM, 1991)

Com Lawrence Casserley
- Solar Wind (Touch, 1997)
- Dividuality (Maya, 1997)

Com Marilyn Crispell
- Natives and Aliens (Leo, 1997)
- After Appleby (Leo, 1999)

Com Alvin Curran
- Real Time (Ictus, 1978)

Com Pierre Favre
- Pierre Favre Quartet (Wergo, 1970)

Com Joe Gallivan
- Innocence (Cadence, 1992)

Com a Globe Unity Orchestra
- Hamburg 1974 (FMP, 1974)
- Rumbling (FMP, 1976)
- Pearls (FMP, 1977)
- Jahrmarkt/Local Fair (Po Torch, 1977)
- Improvisations (JAPO, 1978)
- Compositions (JAPO 1979)
- Intergalactic Blow (JAPO, 1982)
- 20th Anniversary (FMP, 1986)
- Globe Unity 2002(Intakt, 2002)

Com Paul Haines
- Darn It! (American Clavé, 1993)

Com Tony Hymas - Barney Bush
- Left for Dead (nato, 1995)

Com Steve Lacy
- Saxophone Special (Emanem, 1975)
- Chirps (FMP, 1985)
- Three Blokes with Lol Coxhill (FMP, 1994)

Com Chris McGregor
- Chris McGregor's Brotherhood of Breath Live at Willisau (Ogun, 1974)
- Procession (Ogun, 1978)

Com Roscoe Mitchell
- Composition/Improvisation Nos. 1, 2 & 3 (ECM, 2004)

Com Louis Moholo
- Spirits Rejoice! (Ogun, 1978)
- Bush Fire (Ogun, 1995)

Com The Music Improvising Company
- The Music Improvising Company (ECM, 1970)
- The Music Improvising Company 1968-1971 (Incus, 1976)

Com Michael Nyman
- Michael Nyman (Piano, 1981)

Com Tony Oxley
- The Baptised Traveller (CBS, 1969)
- Four Compositions for Sextet (CBS, 1970)
- Ichnos (RCA, 1970)
- Tony Oxley (Incus, 1975)

Com Jean-François Pauvros
- Master Attack (nato, 1987)

Com Eddie Prévost
- Most Materiall (Matchless, 1997)

Com Ned Rothenberg
- Monkey Puzzle (Leo, 1997)

Com Manfred Schoof
- European Echoes (FMP, 1969)

Com Alexander von Schlippenbach
- Pakistani Pomade (FMP, 1973)
- Three Nails Left (FMP, 1975)
- The Hidden Peak (FMP, 1977)
- Detto fra de Noi (Po Torch, 1982)
- Anticlockwise (FMP, 1983)
- Das Hohe Lied (Po Torch, 1991)
- Elf Bagatellen (FMP, 1991)
- Physics (FMP, 1996)
- Compete Combustion (FMP, 1998)
- Swinging the Bim (FMP, 1998)
- Gold is Where You Find It (Intakt, 2007)

Com o Spontaneous Music Ensemble
- Karyobin (Island, 1968)
- Quintessence (Emanem, 1986)

Com Spring Heel Jack
- Masses (Thirsty Ear, 2001)
- Amassed (Thirsty Ear, 2002)
- Live (Thirsty Ear, 2003)
- The Sweetness of the Water (Thirsty Ear, 2004)

Com John Stevens
- Corner to Corner (Ogun, 1993)

Com David Sylvian
- Manafon (Samadhi Sound, 2009)
- Died In The Wool (Samadhi Sound, 2011)

Com Cecil Taylor
- The Hearth (FMP, 1988)
- Alms/Tiergarten (Spree) (FMP, 1988)
- Melancholy (FMP, 1990)
- Nailed (FMP, 1990)

Com Stan Tracey
- Suspensions and Anticipations (Psi, 2003)

Com Scott Walker
- Climate of Hunter (Virgin, 1984)

Com Charlie Watts
- Vol pour Sidney (nato, 1991)

Com Kenny Wheeler
- Song for Someone (Incus, 1974)
- Around 6 (ECM, 1979)
- Music for Large & Small Ensembles (ECM, 1990)

Com Robert Wyatt
- Shleep (Hannibal, 1997)